# 二叠纪盆地

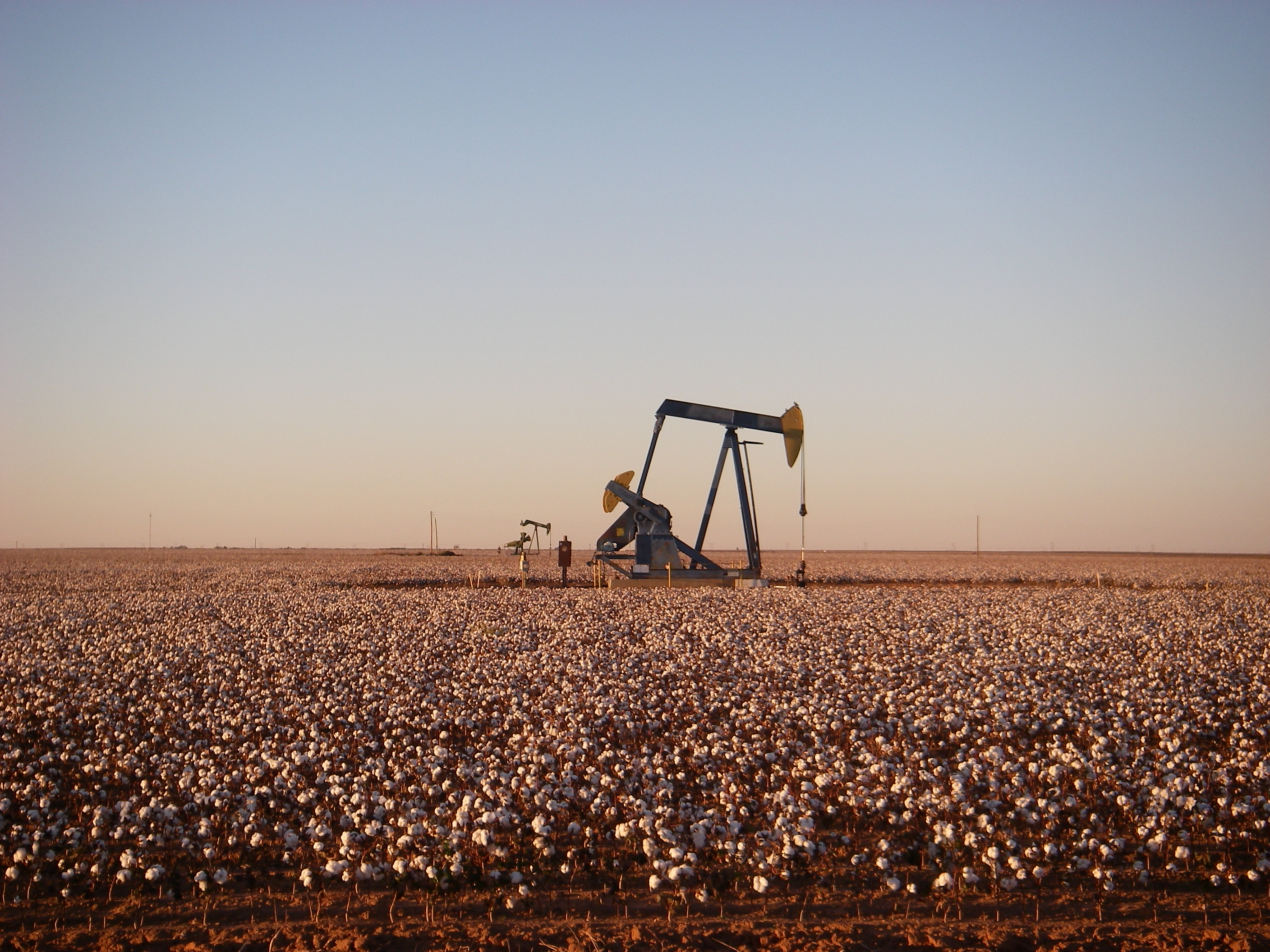
二叠纪盆地上的抽油机，摄于得克萨斯州安德鲁斯东部

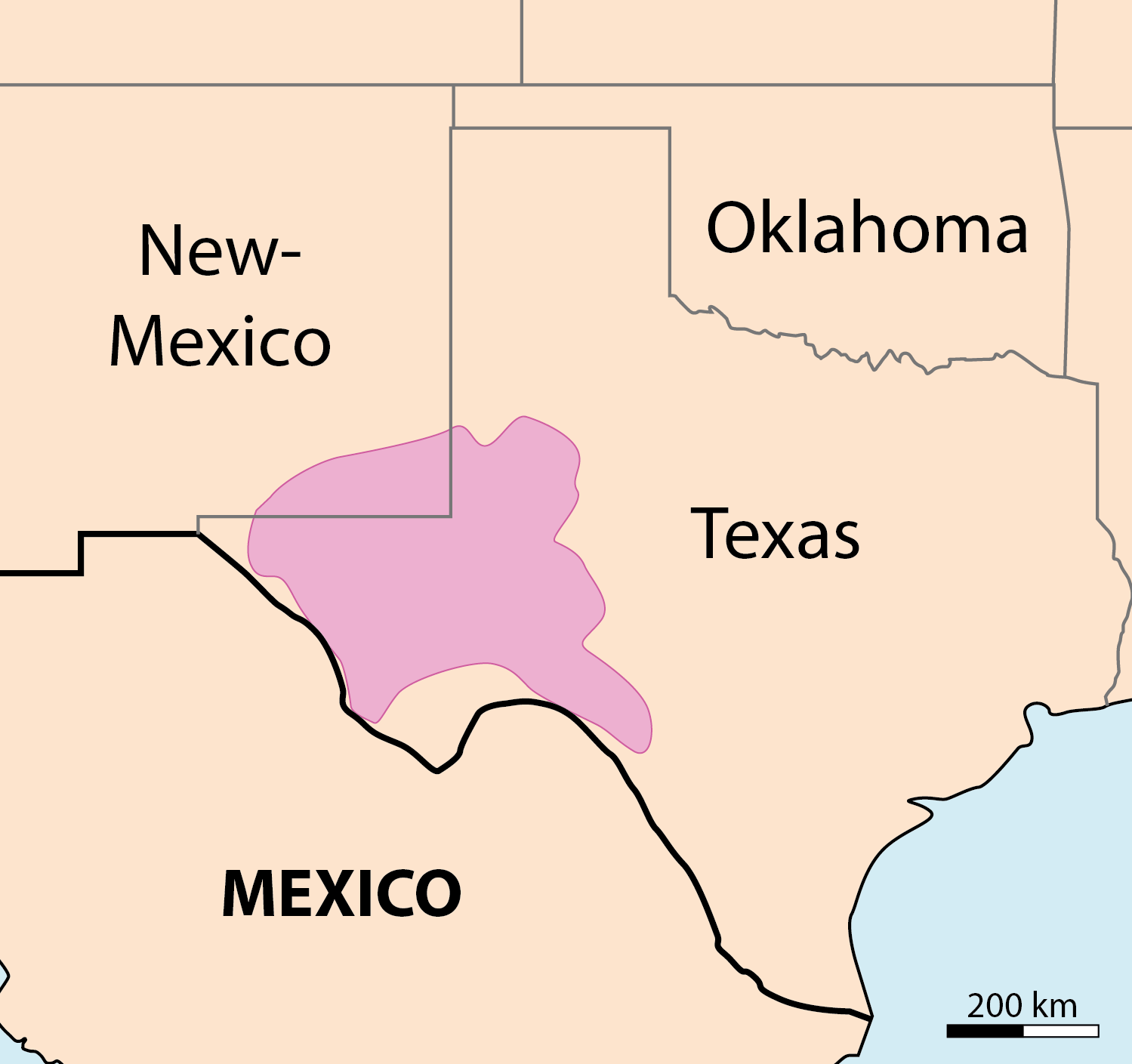
二叠纪盆地在得克萨斯州和新墨西哥州的位置

二叠纪盆地（英語：Permian Basin），又名西德克萨斯盆地（West Texas Basin），是横跨美国得克萨斯州西部和新墨西哥州东南部的一块盆地，储藏有丰富的石油、天然气资源。盆地东西宽约250英里，南北长约300英里。二叠纪盆地自1921年出产石油，是美国石油的主要产区之一。盆地出产的油品主要有两种，即西得克萨斯中间基原油和西德克萨斯酸油（West Texas Sour）。20世纪70年代，二叠纪盆地的石油产量达到峰值。随后，传统油储耗竭、国际油价大跌导致二叠纪盆地石油生产下滑。受益于水力压裂、水平钻探等新技术的兴起，石油公司在二叠纪盆地发现了大规模的页岩油资源。大约从2011年起，二叠纪盆地的石油产量出现明显回升。
有石油产业人士估计二叠纪盆地的页岩油储量为750亿桶，储量仅次于沙特阿拉伯的加瓦尔油田。2016年11月，美国地质调查局公布报告，在二叠纪盆地沃夫坎普（Wolfcamp）发现巨大油田，预计原油储量为200亿桶，此外这里还有16万亿立方英尺天然气和16亿桶液化石油气资源。